# 11944 Shaftesbury
11944 Shaftesbury eller 1993 OK9 är en asteroid i huvudbältet som upptäcktes den 20 juli 1993 av den belgiske astronomen Eric W. Elst vid La Silla-observatoriet. Den är uppkallad efter den brittiske filosofen och politikern Anthony Ashley Cooper, 3:e earl av Shaftesbury.
Asteroiden har en diameter på ungefär 7 kilometer och den tillhör asteroidgruppen Koronis.